# Могилевская, Елена Юрьевна
Елена Юрьевна Могилевская (род. 24 мая 1960, Москва) — советский и российский композитор, член Союза Композиторов СССР и России с 1989 года, лауреат международных и всесоюзных композиторских и театральных конкурсов и фестивалей.
В 1979 году окончила Музыкальное училище при Московской консерватории им. П. И. Чайковского (Академический музыкальный колледж при Московской консерватории) по классу фортепиано профессора Павла Валериановича Месснера (ученика и ассистента Эмиля Гилельса).
В 1985 году окончила Московскую государственную консерваторию им. Чайковского по классу композиции профессора, народного артиста СССР, Тихона Николаевича Хренникова, класс фортепиано — у профессора, заслуженной артистки России, Наталии Донатовны Юрыгиной.
Параллельно с композиторской, интенсивно занималась преподавательской деятельностью. В том числе, в 1989—1998 годах, была музыкальным руководителем факультета эстрадного искусства и сотрудником кафедры истории и теории музыки Российской академии театрального искусства (ГИТИС). Неоднократно участвовала в гастрольных поездках в Польшу, Германию, Бельгию, Францию, Италию, Швейцарию, Бразилию. Сотрудничала с театром-мастерской Петра Фоменко.
С 1998 года работает в Дюссельдорфе (ФРГ) как композитор, пианистка, органистка, педагог и музыкальный терапевт. Брат — пианист Владимир Могилевский.

## Награды
- Патриаршая грамота Патриарха Московского и всея Руси Алексия II, 24 апреля 2002 года.
- Орден святой равноапостольной княгини Ольги III степени. Награждена Патриархом Московским и всея Руси Кириллом 12 марта 2010 года, г. Москва, № 8.